# Henry Raeburn
Henry Raeburn (Edimburgo, 4 de março de 1756 - Stockbridge, 8 de julho de 1823) foi um pintor de retratos escocês, sendo o primeiro pintor significativo desse tipo de arte no país. Ele atuou como pintor de retrato oficial do rei Jorge IV, na Escócia.

## Obras
Henry Raeburn realizou mais de mil pinturas. Entre elas:
- Rev Robert Dickson
- Sir George Abercromby, 4th Baronet
- Dr Alexander Adam
- Robert Adam
- Mrs Robert Adam
- Archibald Alison
- Alexander Allan
- David Anderson
- Sir David Baird
- Sr. Henry Balfour (Jane Elliot)
- Lady Belhaven
- Sr. George Bell
- Sra. E Bethune[2]
- Os filhos Binning
- Hugh Blair
- Sr. Irvine J Boswell[3]
- Helen Boyle
- Andrew Buchanon